# Bakenranef
Bakenranef, connu par les anciens grecs sous le nom de Bocchoris (Βόχχωρις) fut brièvement le roi de la XXIVe dynastie. Basé à Saïs dans l'ouest du Delta, il a gouverné la Basse-Égypte à partir d'environ 716 à 712 AEC.

## Attestations contemporaines

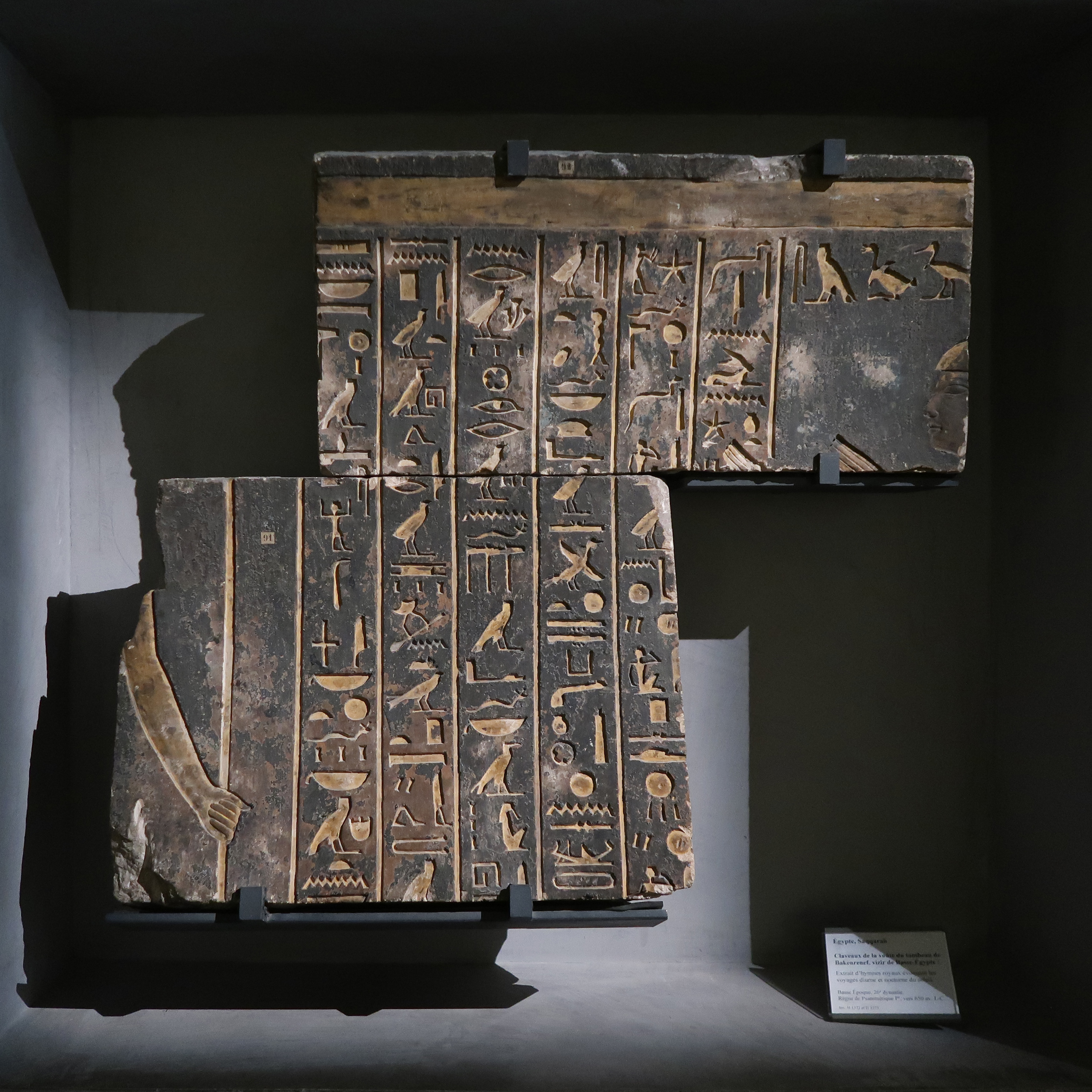
Partie de la voûte de la tombe de Bakenranef.

Peu de documents contemporains de Bakenranef ont survécu. L'inscription principale de son règne concerne la mort et l'enterrement d'un taureau Apis pendant les années cinq et six de son règne, ; les autres sont quelques stèles que Auguste Mariette a récupérées en fouillant le Sérapéum de Saqqarah. Dans une tombe à Tarquinia, en Italie a été trouvé un vase inscrit avec ses noms. Une bandelette de momie en provenance d'Héracléopolis porte son nom, ce qui indique que son pouvoir a été reconnu à un moment donné dans cette ville. Un fragment de décoration remployé dans le lac sacré d'Amon à Tanis porte son nom, indiquant également que le roi a oeuvré dans cette ville. Une stèle de donation, dont la provenance pourrait être le Delta oriental, porte également son nom.

## Règne

### Succession
Le précédent dirigeant de Saïs et du Delta occidental est Tefnakht (Ier). Si l'historien égyptien de la période ptolémaïque, Manéthon considère Bakenranef comme le seul membre de la XXIVe dynastie, certains chercheurs modernes (comme Dan'el Kahn et Kenneth Kitchen) incluent son père Tefnakht dans cette dynastie en lui assignant la stèle de Shepsesrê Tefnakht, ce que certains réfutent (comme Olivier Perdu, Kim Ryholt et Frédéric Payraudeau).
Si le règne de Bakenranef commence vers 716 AEC, la date réelle de passation du pouvoir entre Tefnakht et Bakenranef est peut-être plus ancienne de quelques années (Tefnakht étant en tout cas encore le chef reconnu de Saïs par Piânkhy sur sa stèle des victoires de l'an 21, soit vers 723 AEC).

### Durée du règne
Bien que Sextus Julius Africanus cite Manéthon comme affirmant que Bocchoris a régné pendant six ans, certains savants modernes diffèrent à nouveau et lui assignent un règne plus court de seulement cinq ans, basé sur des témoignages provenant d'une stèle funéraire d'Apis.

### Réforme agraire

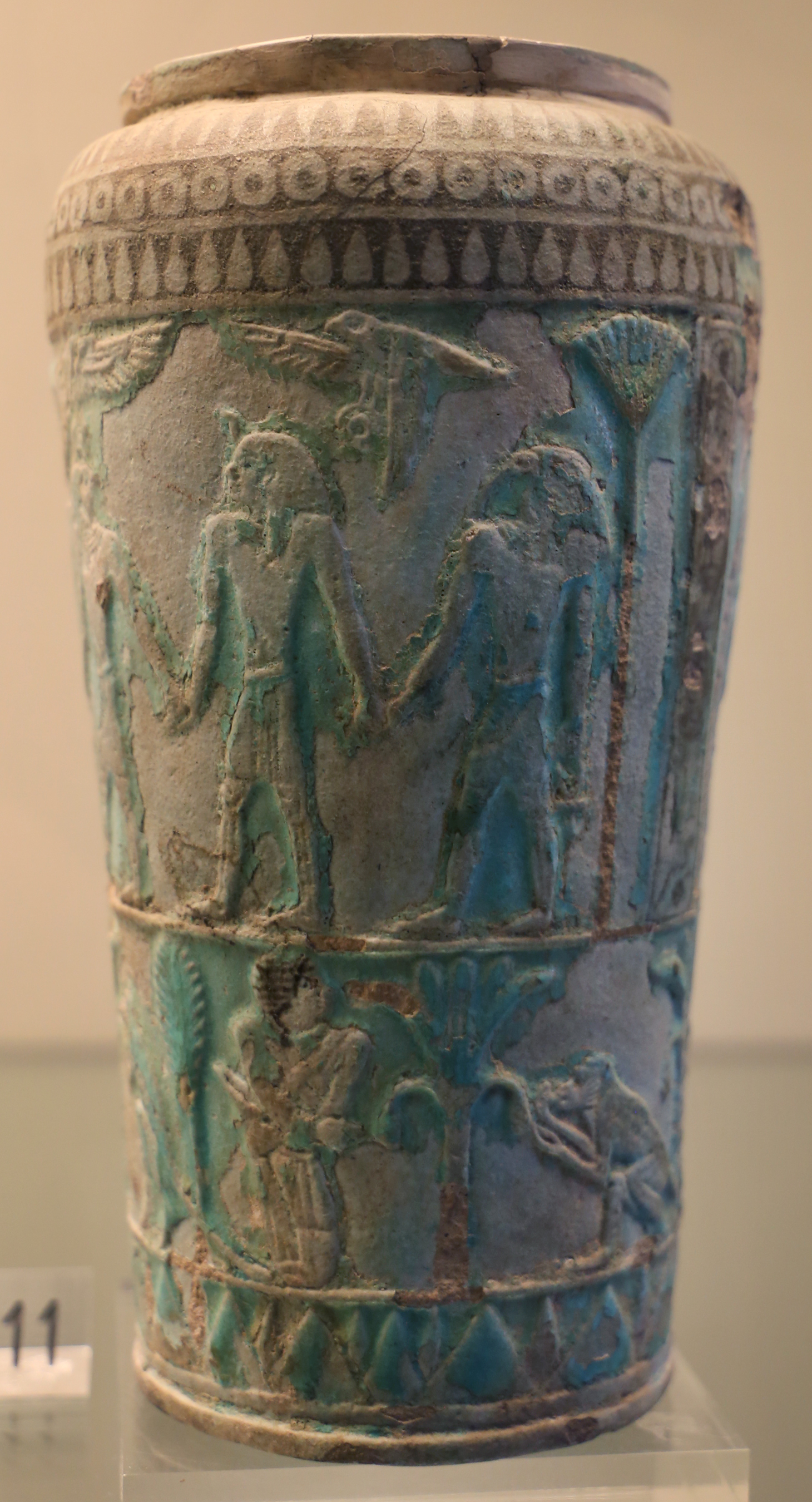
Vase en faïence avec cartouche du pharaon Bakenranef, provenant de sa tombe.

Le roi Bakenranef aurait lancé une réforme agraire modifiant la propriété foncière, mais elle n'a pas été un succès,. La brièveté de son règne et la faible étendue géographique de la région qu'il a gouvernée, ainsi que le caractère indirect des preuves historiques, ont jeté un doute sur la réalité d'une telle réforme.

### Étendu du territoire et mort
Le roi, originaire de Saïs, étendit rapidement sa domination à l'ensemble du Delta puis sur Memphis et Héracléopolis. Son nom a été retrouvé sur plusieurs documents montrant l'étendu de son territoire. C'est probablement pour cela qu'il a été reconnu comme le fondateur de la domination Saïte. C'est probablement pour cela que Chabataka, le successeur de Piânkhy, a imité son prédécesseur et a combattu le roi Saïte, qu'il semble avoir tué et brûlé vif selon Manéthon,. Si les chercheurs ont précédemment peu questionné cette affirmation de Manéthon, cette dernière a récemment été traitée avec plus de scepticisme.

### Tradition grecque et romaine
Manéthon est la source de deux événements du règne de Bakenranef. La première est l'histoire qu'un agneau a prononcé la prophétie que l'Égypte serait conquise par les Assyriens, une histoire plus tard répétée par des auteurs classiques tels que Claude Élien. La seconde était que Bakenranef fut capturé par Chabataka, un roi de la XXVe dynastie, qui exécuta Bakenrenef en le faisant brûler vif. Le roi Koushite, Chabataka étendit son autorité sur l'ensemble de l'Égypte, divisée depuis la chute de la XXe dynastie.
Diodore de Sicile, écrivant environ trois siècles après Manéthon, ajoute quelques détails différents. Diodore déclare que bien que Bakenranef ait été « méprisable en apparence », il était plus sage que ses prédécesseurs. Les Égyptiens lui attribuaient une loi sur les contrats, qui prévoyait un moyen de s'acquitter des dettes où aucune obligation n'était signée ; elle a été observée jusqu'à l'époque de Diodore. Pour cela, et d'autres actes, Diodore a inclus Bocchoris comme l'un des six législateurs les plus importants de l'Égypte ancienne. Pour un roitelet mineur commandant brièvement le delta du Nil, il s'agit d'un classement étonnamment important : « C'était un choix surprenant », observe Robin Lane Fox, « peut-être que certains Grecs, à notre insu, avaient eu des relations étroites avec lui. De son règne, nous avons des sceaux-scarabée portant son nom égyptien, dont l'un a été trouvé dans une tombe grecque contemporaine sur Ischia, près de la baie de Naples ». Ischia était la première des colonies grecques en Italie du VIIIe siècle avant notre ère.

L'historien romain Tacite mentionne que beaucoup d'écrivains grecs et romains pensaient qu'il avait un rôle dans l'origine de la nation juive : 
« La plupart des auteurs, cependant, s'accordent à dire qu'une maladie défigurant horriblement le corps a éclaté sur l'Égypte ; que le roi Bocchoris, en cherchant un remède, a consulté l'oracle d'Ammon, qui l'a convié de nettoyer son royaume, et de renvoyer en une terre étrangère cette race détestée par les dieux. Ce peuple, qui avait été recueilli se trouvant dans un désert, fut pour la plupart dans un état de stupeur et de douleur, jusqu'à ce que l'un d'eux, Moïse de son nom, les avertit de ne pas chercher un soulagement de Dieu mais de faire confiance à eux-mêmes, en prenant pour chef cet homme envoyé du ciel qui doit d'abord les aider à quitter leur misère actuelle. Ils en sont convenus, et dans l'ignorance totale, ont commencé à avancer au hasard. La rareté de l'eau les avait sombré dans la détresse, prêts à périr en partant dans toutes les directions sur la plaine, quand un troupeau d'ânes sauvages a été observé à la limite de leurs pâturages ombragée par des arbres. Moïse les suivit, et, guidé par l'apparition d'une zone herbeuse, a découvert une abondante source d'eau. Après six jours d'un voyage continu, ils prirent possession le septième jour d'un pays, d'où ils expulsèrent les habitants, et dans lequel ils ont fondé une ville et un temple. »